# 欧比亚
欧比亚（法語：Aubiat，法語發音：[obja]）是法国多姆山省的一个市镇，属于里永区。

## 地理
欧比亚（45°58'40"N, 3°10'3"E）面积14.79 平方千米，位于法国奥弗涅-罗讷-阿尔卑斯大区多姆山省，该省份为法国中南部省份，北起阿列省接壤，东临卢瓦尔省，南至上盧瓦爾省和康塔爾省，西接科雷兹省和克勒兹省。
与欧比亚接壤的市镇（或旧市镇、城区）包括：萨尔东、艾格佩斯、阿尔托讷、比西埃和普兰、勒谢、莫尔日河畔尚巴龙、蒂雷。

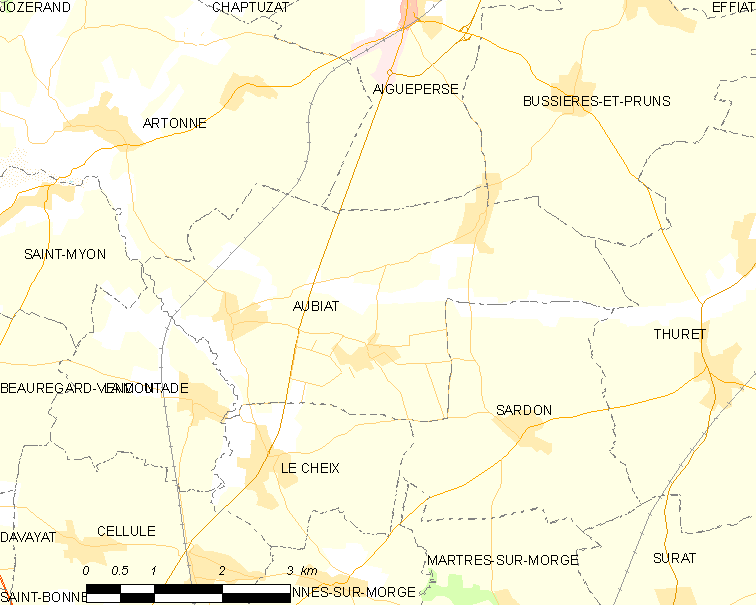
欧比亚的OSM定位图

欧比亚的时区为UTC+01:00、UTC+02:00（夏令时）。

## 行政
欧比亚的邮政编码为63260，INSEE市镇编码为63013。

## 政治
欧比亚所属的省级选区为艾格佩斯县。

## 人口

1962-2008年间欧比亚人口变化图示

欧比亚于2022年1月1日时的人口数量为1018人。